# 1579 en France
Chronologie de la France
- 1575
- 1576
- 1577
- 1578
- 1579
- 1580
- 1581
- 1582
- 1583

## Événements
- 3 février : agitation sociale à Romans à l’occasion du Carnaval ; début de la révolte paysanne du Dauphiné menée par le drapier Jean Serve, dit Paumier contre l’oligarchie municipale[1]. Le carnaval de Romans mêle les rites folkloriques aux affrontements mortels entre groupes sociaux, dans le cadre urbain et l’environnement campagnard (1579-1580).
- 28 février : traité de Nérac entre Catherine de Médicis et Henri de Navarre, moins favorable aux huguenots que la paix de Monsieur. Les protestants obtiennent quinze places de sûreté pour six ou sept mois selon les cas[2].
- Février : décrue du Rhône à Arles ; les eaux recouvrent une partie du Bas-Languedoc depuis octobre 1578[3].
- 6 mai : mort de François de Montmorency. Son frère Henri de Damville (1534-1614) devient duc de Montmorency[4].
- 27 mai : la reine-mère Catherine de Médicis est au château de Lavérune ; elle évite Montpellier ravagée par la peste[5].
- Mai : publication de la grande ordonnance de Blois par Henri III à la suite des doléances des États généraux de 1576-1577[6]. Elle contient 363 articles sur la question religieuse, l’instruction publique et les universités, l’administration de la justice, les offices, la situation de la noblesse et des gens de guerre, le domaine de la Couronne et la perception des tailles et aides[7]. Elle est enregistrée par le Parlement de Paris le 25 janvier 1580[8].
- 17 août : prise de Cambrai par Monsieur[9].
- 31 août : les protestants refusent de rendre les places de sûreté de Guyenne (Bazas, Puymirol et Figeac) comme il a été convenu six mois plus tôt dans le traité de Nérac[2]. Début de la Septième guerre de religion, dite « la guerre des Amoureux ».
- 8 septembre : crue de l’Isère à Grenoble[10].
- 1er octobre : les protestants refusent de rendre les places de sûreté de Languedoc (Revel, Alet, Briatexte, Alais, Saint-Agrève, Baïz sur Baïz, Baignols, Alets, Lunel, Sommières, Aimargues et Gignac)[2].
- 15 octobre : la peste est attesté à Cannes ; quatre cents personnes en sont victimes au 25 novembre[11].
- 29 novembre : prise de La Fère, en Picardie, par le prince de Condé[12].
- 24 décembre : les huguenots de Matthieu Merle s’emparent de la ville de Mende alors que les habitants étaient à la messe de minuit[13]. La ville est pillée, deux cents habitants sont massacrés, les autres rançonnés[14].
- Décembre : la peste arrive à Arles[15] (1579-1581).

- Vindiciae contra tyrannos, pamphlet publié sous le pseudonyme de Stephanus Junius Brutus attribué au seigneur huguenot Mornay du Plessis et Hubert Languet, qui condamne l’absolutisme[16].
- Discours des Estats & Offices tant du gouvernement que de la police et finances de France, de Charles de Figon, qui présente un Arbre des Estats & Offices de France, véritable organigramme de l’appareil d’État[17].

## Naissances en 1579
- x

## Décès en 1579
- x